# Sájvva, Norrbotten
Sájvva eller Tjautjer är en sjö belägen omkring två kilometer söder om Gråträsk i Piteå kommun i Norrbotten och ingår i Byskeälvens huvudavrinningsområde. Sájvva ligger i Byskeälven Natura 2000-område. Sjön är belägen mellan Metträsket och Lill-Lappträsket, och vattnet rinner genom sjön från öster till väster. 
Sjön var tidigare betydligt större men sänktes i slutet av 1800-talet för att skapa slåttermarker. I det strandhak som då bildades hittades 1897 det så kallade Gråträskfyndet, en av de största och mest variationsrika av de samiska metalldepåerna.